# Christine Vogel
Christine Vogel (* 18. April 1973 in Wittmund) ist eine deutsche Historikerin.

## Leben
Sie studierte Philosophie, Geschichtswissenschaft und Romanistik an den Universitäten Mainz und Dijon. Sie wurde zum Dr. phil. am Historischen Institut der Justus-Liebig-Universität Gießen mit der Arbeit Der Untergang der Gesellschaft Jesu als europäisches Medienereignis. Publizistische Debatten im Spannungsfeld von Aufklärung und Gegenaufklärung (1758–1773) promoviert. Die Deutsche Forschungsgemeinschaft förderte sie von 2000 bis 2002 als Stipendiatin am Graduiertenkolleg Mittelalterliche und neuzeitliche Staatlichkeit der Universität Gießen. Von Juli 2002 bis März 2003 war sie Stipendiatin am Institut für Europäische Geschichte Mainz. Von 2003 bis 2005 war sie Postdoc-Stipendiatin am DFG-Graduiertenkolleg Transnationale Medienereignisse von der Frühen Neuzeit bis zur Gegenwart der Justus-Liebig-Universität Gießen. Von 2005 bis 2007 war sie persönliche Referentin des Präsidenten der Universität Mainz. Assoziiertes Mitglied der DFG-Forschergruppe Selbstzeugnisse in transkultureller Perspektive an der FU Berlin war sie von 2008 bis 2012. Von 2008 bis 2009 war sie Wissenschaftliche Mitarbeiterin am Historischen Institut der Universität Rostock im DFG-Projekt Die diplomatische persona im politischen Ritual: Westeuropäische Gesandtschaftsberichte aus dem Osmanischen Reich. Von 2009 bis 2010 war sie Gastwissenschaftlerin (Humboldt-Stipendiatin) am Centre Roland Mousnier der Universität Paris IV. Von Oktober 2010  bis Juli 2017 lehrte sie als Juniorprofessorin für Geschichte vom 17. bis zum 19. Jahrhundert mit europäischer Ausrichtung an der Universität Vechta. Seit 2014 ist sie assoziiertes Mitglied des Textual Ambassadors Research Network. Im Juli 2015 forschte sie als Visiting scholar am Keble College. Im März 2016 forschte sie mit Karl-Ferdinand-Werner-Fellowship am Deutschen Historischen Institut Paris. Seit August 2017 lehrt sie als Universitätsprofessorin für Geschichte vom 17. bis zum 19. Jahrhundert mit europäischer Ausrichtung an der Universität Vechta.
Ihre Forschungsgebiete sind europäische Medien- und Kommunikationsgeschichte der Frühen Neuzeit, historische Bildforschung, Aufklärung und Gegenströmungen und symbolische Kommunikation und diplomatische Praxis im Kontakt zwischen Westeuropa und dem Osmanischen Reich (17./18. Jahrhundert).

## Schriften (Auswahl)
- als Herausgeberin mit José Eduardo Franco: Monita secreta. Instruções Secretas dos Jesuítas. História de um Manual Conspiracionista. Roma Editora, Lisboa 2002, ISBN 972-8490-23-2.
- als Herausgeberin: Bilder des Schreckens. Die mediale Inszenierung von Massakern seit dem 16. Jahrhundert, Campus-Verlag, Frankfurt/Main 2006, ISBN 3-593-37953-8.
- Der Untergang der Gesellschaft Jesu als europäisches Medienereignis. Publizistische Debatten im Spannungsfeld von Aufklärung und Gegenaufklärung (= Veröffentlichungen des Instituts für Europäische Geschichte Mainz. Band 207). von Zabern, Mainz 2006, ISBN 3-8053-3497-4, (zugleich: Dissertation, Gießen, Universität, 2003).
  - Cristina Osswald (Übersetzerin): Guerra aos jesuítas. A propaganda antijesuítica do Marquães de Pombal em Portugal e na Europa. Temas e Debates - Circulo de Leitores, Lisboa 2017, ISBN 989-644-405-6, (zugleich Dissertation, Gießen 2003).
- als Herausgeberin mit Horst Carl und Herbert Schneider: Medienereignisse im 18. und 19. Jahrhundert. Festschrift zum 65. Geburtstag von Rolf Reichardt (= Ancien Régime, Aufklärung und Revolution. Band 38). Oldenbourg, München 2009, ISBN 3-486-58296-8.
- als Herausgeberin mit Bernd Ulrich Hucker und Eugen Kotte: Die Marienburg. Vom Machtzentrum des Deutschen Ordens zum europäischen Erinnerungsort. Ferdinand Schöningh, Paderborn u. a. 2013, ISBN 3-506-77617-7.
- als Herausgeberin mit Peter Burschel: Die Audienz. Ritualisierter Kulturkontakt in der Frühen Neuzeit. Böhlau, Köln/Weimar/Wien 2014, ISBN 978-3-412-21084-7.
- als Herausgeberin mit Claudia Garnier: Interkulturelle Ritualpraxis in der Vormoderne: Diplomatische Interaktion an den östlichen Grenzen der Fürstengesellschaft (= Zeitschrift für Historische Forschung. Beiheft 52). Duncker & Humblot, Berlin 2016, ISBN 978-3-428-84784-6.
- als Herausgeberin mit Bernd Klesmann und Patrick Schmidt: Jenseits der Haupt- und Staatsaktionen. Neue Perspektiven auf historische Periodika (= Presse und Geschichte – Neue Beiträge. Band 108). Bremen 2017, ISBN 3-943245-71-3.